# Pexopsis flavipsis
Pexopsis flavipsis là một loài ruồi trong họ Tachinidae.